# Valteno di Melrose
Valteno di Melrose, in inglese Waltheof of Melrose o anche Waldef o Waldeve (... – Melrose, 3 agosto 1159), fu un nobile scozzese che si fece monaco e che divenne il secondo abate di Melrose. È venerato come santo.
Era figlio di Simone I di Senlis, I conte di Northampton, e di Maud, II contessa di Huntingdon, quindi figliastro di Davide I re di Scozia.

## Biografia
Come figlio minore di una nobile famiglia normanna, venne avviato alla carriera ecclesiastica. Tra il 1128 ed il 1131 egli entrò nel priorato di Nostell per divenire un canonico agostiniano. La sua nobile origine gli consentì una rapida ascesa. In pochi anni divenne priore di Kirkham, nel North Yorkshire. Dopo la morte di Thurstan, arcivescovo di York, avvenuta nel 1140, Waltheof venne nominato suo successore. La sua nomina era stata sostenuta da Guglielmo il Grosso, I conte di Albermale, conte di York. Ma il re d'Inghilterra Stefano I, considerandolo probabilmente troppo legato al re di Scozia Davide I ed all'imperatrice Matilde, ne respinse la nomina. Dal canto suo il conte Guglielmo di Albermale ritirò il suo appoggio, dopo che Waltheof si rifiutò di promettergli la dimora ecclesiastica di Sherburn-in-Elmet nel West Riding dello Yorkshire. Al suo posto venne scelto Guglielmo di York.
Waltheof si mise in evidenza come oppositore dei provvedimenti di Guglielmo il Grosso, ma nel 1143 si ritirò lasciando gli agostiniani per divenire monaco cistercense nell'abbazia di Rievaulx. Nel 1148 venne eletto abate di Melrose, un'abbazia "figlia" di quella di Rievaulx. Per tutto il resto della sua vita Valteno rimase in quella carica, anche se nel 1159 gli venne offerta la carica di arcivescovo di Saint Andrews, che egli rifiutò.
Valteno morì a Melrose il 3 agosto 1159.

## L'odore di santità
Dopo la sua morte emersero dicerie sulla sua santità, che il suo successore, Guglielmo, cercò di zittire e cercò anche di impedire l'afflusso di pellegrini alla sua tomba. Il suo comportamento al riguardo incontrava la disapprovazione dei suoi confratelli e nell'aprile del 1170 e gli succedette Jocelin, che abbracciò il suo culto senza indugi. La Cronaca di Melrose narra che nel periodo in cui Jocelin fu abate di Melrose:
«La tomba del pio padre, sir Waltheof, secondo abate di Melrose, fu aperta da Enguerrand, di buona memoria, vescovo di Glasgow, e da quattro abati, ivi chiamati a questo scopo. Il suo corpo venne rinvenuto intero, e i suoi vestiti intatti, nel dodicesimo anno dalla sua morte, l'undicesimo giorno prima delle Calende di giugno [22 maggio, n.d.r.]. E dopo la celebrazione della santa messa lo stesso vescovo e gli abati, il cui numero abbiamo citato prima, posero sopra i resti del santo corpo una nuova pietra di polito marmo. E vi fu molta gioia e coloro che erano presenti acclamarono insieme, dicendo che egli era davvero un uomo di Dio…»
Jocelyn di Furness († 1214) scrisse la Vita di san Waltheof .
Waltheof venne così de facto proclamato santo e l'abbazia di Melrose ne perpetuò il culto.